# Power-up

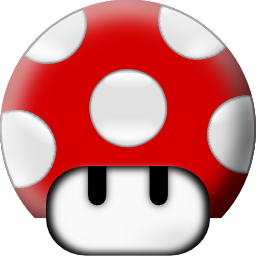
Cogumelo vermelho, "Power-up" da série Mario Bros, da Nintendo.

Power-up ou Potencializador é, nos videogames, uma expressão para um item qualquer que aumenta o poder, velocidade ou outra característica de algum personagem ou veículo controlado pelo jogador ou CPU durante o jogo. Um exemplo famoso em que este termo é usado ao longo de suas fases é o clássico Altered Beast, jogo no estilo side-scroll (movimento lateral da tela) criado em 1988 pela empresa Sega e era o cartucho padrão que acompanhava o console Mega Drive.